# Oltre le linee nemiche
Oltre le linee nemiche (Behind enemy lines) è un film del 1997 diretto da Mark Griffiths.

## Trama
Mike e Jones sono due marines impegnati in un'operazione delle forze speciali per impedire l'acquisto di detonatori nucleari da parte di un generale vietnamita, il colonnello Wolfe. Durante l'operazione, Jones viene ferito e decide di farsi catturare per favorire la fuga dell'amico. Mike lascia le forze armate e si trasferisce a Tahiti. Un anno dopo, viene informato che Jones è ancora vivo ed è prigioniero del colonnello. Mike decide a allora di tornare in Vietnam per salvarlo.